# Миља Марин
Миља Марин рођена Тороман (Брекиња, код Босанске Дубице, 1926 — Пећани, код Приједора, 10. новембар 2007) је била југословенска партизанка, позната по свом портрету „Козарчанка“ који је направио Жорж Скригин.
Рођена је у српској породици из Босанске Крајине. Тороман је била болничарка у Једанаестој крајишкој ударној бригади. Фотографија Жоржа Скригина је настала у Кнежпољу 1943. године. Године 1946. се у поткозарском селу Крива Ријека удала за Перу Марина, носиоца Партизанске споменице 1941.
После рата, фотографија Миље Марин је постала чувена у бившој Југославији, нашавши се у уџбеницима, као и на омоту албума групе Мерлин Тешко мени са тобом (а још теже без тебе).
Умрла је у приједорском насељу Пећани 14. новембра 2007. године.